# Atarba apache
Atarba apache là một loài ruồi trong họ Limoniidae. Chúng phân bố ở miền Tân bắc.